# 제로드 번치
재러드 번치(Jarrod Bunch, 1968년 8월 9일 ~ )는 미국의 배우이다.
애슈터뷸라에서 태어났다.

## 영화
- 장고: 분노의 추적자 (2012년) - 밴조 역
- 도저스 (2010년)
- 원스 폴른 (2010년)
- 폴워커의 네고시에이터 (2007년) - 세큐러티 가드 역
- 부라더 2018 (2007년) - 더그 역
- 투 포 더 머니 (2005년)
- 더 킹스 오브 브룩클린 (2004년)
- 웨이 오프 브로드웨이 (2001년)
- BMW 단편 프로젝트 - 초우즈 (2001년)